# Labuť
Labuť (Duits: Labant) is een dorp in de gemeente Staré Sedliště in het Okres Tachov, in de regio Pilsen in Tsjechië. Het dorp ligt 3 kilometer ten noorden van Přimda.

## Geschiedenis
In 1991 had het dorp 92 inwoners. In 2001 bestond het dorp uit 33 woonhuizen en daarin woonden 65 mensen.

## Geboren
- Franz Bummerl (1927-2011), muzikant en componist